# 丰图瓦
丰图瓦（法語：Fontoy，法語發音：[fɔ̃twa]；洛林法兰克语：Fensch；洛林语：Fonteu）是法国摩泽尔省的一个市镇，位于该省西北部，属于蒂永维尔区。

## 地理
丰图瓦（49°21'21"N, 5°59'42"E）面积16.88 平方千米，位于法国大東部大區摩泽尔省，该省份为法国东北部内陆省份，是洛林的一部分，西南接默尔特-摩泽尔省，东临下莱茵省，北与卢森堡和德国接壤。
与丰图瓦接壤的市镇（或旧市镇、城区）包括：阿旺日、桑西、阿尔格朗日、昂日维莱、布朗日、克尼唐日、洛姆朗日、讷夫谢夫、尼尔旺日。

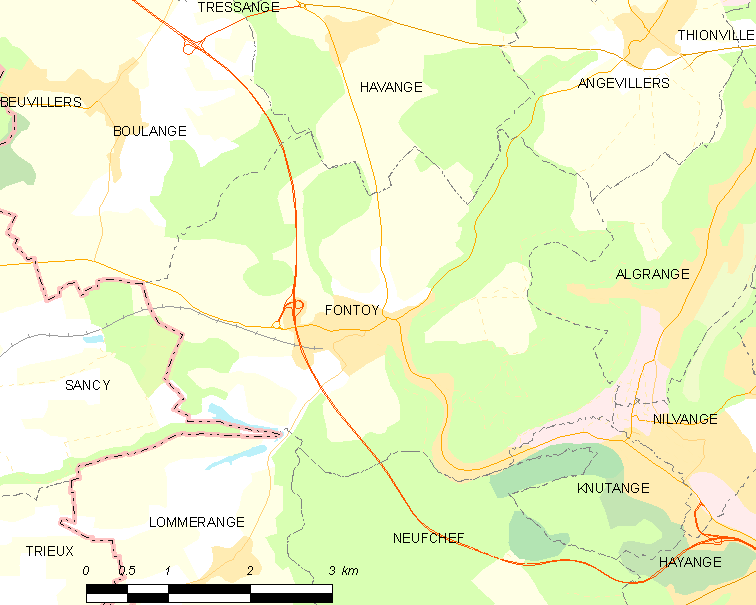
丰图瓦的OSM定位图

丰图瓦的时区为UTC+01:00、UTC+02:00（夏令时）。

## 行政
丰图瓦的邮政编码为57650，INSEE市镇编码为57226。

## 政治
丰图瓦所属的省级选区为阿尔格朗日县。

## 人口

1962-2008年间丰图瓦人口变化图示

丰图瓦于2022年1月1日时的人口数量为3163人。